# Noroît (point cardinal)
Pour les articles homonymes, voir Noroît.
Noroît est un nom invariable (Noroît, le lieu) synonyme de Nord-Ouest (le lieu) et un adjectif invariable (noroît, la direction) synonyme de nord-ouest (la direction). Il n'est plus usité aujourd'hui, sauf dans le langage marin.
Noroît s'oppose à suet, synonyme de sud-est. Les mots analogues pour les directions perpendiculaires sont nordet (nord-est) et suroît (sud-ouest).